# 516 км (посёлок)
516 км — упразднённый 1997 в году посёлок в Таштагольском районе Кемеровской области. На момент упразднения входил в состав Каларского сельсовета.  Ныне территория посёлка Петухов Лог.

## География
Располагался у одноимённого остановочного пункта Западно-Сибирской железной дороги, на расстоянии примерно 10 км по прямой к северо-западу от посёлка Калары.

## История
Исключен из учётных данных в 1997 году.

## Население
| 1970 | 1979 | 1989 |
| ---- | ---- | ---- |
| 17   | ↘10  | ↘2   |

## Транспорт
Остановочный пункт Петухов Лог Кузбасского региона Западно-Сибирской железной дороги.